# Гірське
Гірське́ — місто та адміністративний центр Гірської міської громади Сіверськодонецького району Луганської області. До жовтня 2014 року входило до складу Первомайської міської ради.

## Географія
Місто розташоване в басейні річки Нижня Біленька, правої притоки Сіверського Дінця.

## Історія
Офіційна дата заснування Гірського — 1898 рік, але на його місці ще у 1798 році було побудовано Свято-Успенський храм, а два села на місці селища вже існували.
Статус міста з 1938 року. Назва населеного пункту пов'язана з гірничим видобутком. Найстаріша шахта міста — «Гірська». Вона розпочала свою роботу 1910 р., довкола якого і розбудовувалось поселення.
Шахта «Гірська» тривалий час була бюджетоутворюючою для міста, водночас мала дуже високу аварійність. Вона була затоплена під час Перших Визвольних змагань і відновлена у 1928 році. Зруйнована під час відступу німців у 1943 р., однак запрацювала у 1949 р. У ХХІ ст. шахта певний час не експлуатувалася, знову запущена у 2011 р.

### Російсько-українська війна
13 серпня 2014 року в ході збройного протистояння українських військових з формуваннями «ЛНР» і російськими козаками останні були вибиті з Гірського військовими Національної гвардії.
26 вересня з артилерійських гармат бойовики обстріляли Гірське. Поранений водій шахти «Гірська», другому водієві легкового автомобіля відірвало ногу. За непідтвердженими даними, поранень зазнали жінка і дитина.
7 жовтня було виключено зі складу Первомайської міськради та приєднано до Попаснянського району Луганської області.
16 лютого 2015 року під час обстрілу на блокпосту біля Гірського зазнав смертельного поранення старший лейтенант міліції Хроленко Євген Миколайович.
14 квітня 2015 року в місті було демонтовано пам'ятник Леніну.
З вечора 6 квітня 2022 року протягом всієї ночі й наступного дня російські загарбники обстрілювали місто з артилерії. Було завдано великого удару по об'єктах цивільної інфраструктури та житлових будинках.
24 червня 2022 року Олексій Бабченко, керівник військової адміністрації Гірської громади, проінформував, що російські війська зайшли у Гірське.

### Перейменування топонімів
21 грудня 2023 року Олексій Бабченко, керівник військової адміністрації Гірської громади, видав Розпорядження № 182 «Про перейменування об'єктів топонімії на території міста Гірське»

## Населення

### Національний склад
Національний склад населення за даними перепису 2001 року:
| Національність  | Відсоток |
| --------------- | -------- |
| українці        | 67,81%   |
| росіяни         | 25,03%   |
| білоруси        | 1,51%    |
| татари          | 1,18%    |
| молдовани       | 0,15%    |
| інші/не вказали | 4,32%    |

### Мовний склад
Рідна мова населення за даними перепису 2001 року:
| Мова            | Чисельність, осіб | Доля   |
| --------------- | ----------------- | ------ |
| Українська      | 6 161             | 53,20% |
| Російська       | 4 821             | 41,63% |
| Білоруська      | 63                | 0,54%  |
| Румунська       | 9                 | 0,08%  |
| Вірменська      | 5                 | 0,04%  |
| Польська        | 3                 | 0,03%  |
| Угорська        | 2                 | 0,02%  |
| Інші/Не вказали | 516               | 4,46%  |
| Разом           | 11 580            | 100%   |

За даними перепису 2001 року 53,20 % населення міста вказали українську мову рідною, 41,63 % — російську, 5,17 % — інші мови.

## Економіка
Видобуток кам'яного вугілля (Шахта «Гірська», ЦОФ ДП «Первомайськвугілля»).

### Транспорт
На автобусах можна дістатися лише до міст Сіверськодонецьк, Лисичанськ.
Залізнична станція Шипилове, яка тимчасово не функціонує.

## Відомі мешканці
- Дебьолий Вадим Іванович — майстер Гірської виробничої дільниці товариства «Луганське енергетичне об'єднання», заслужений енергетик України[20].